# Snoqualmijský průsmyk

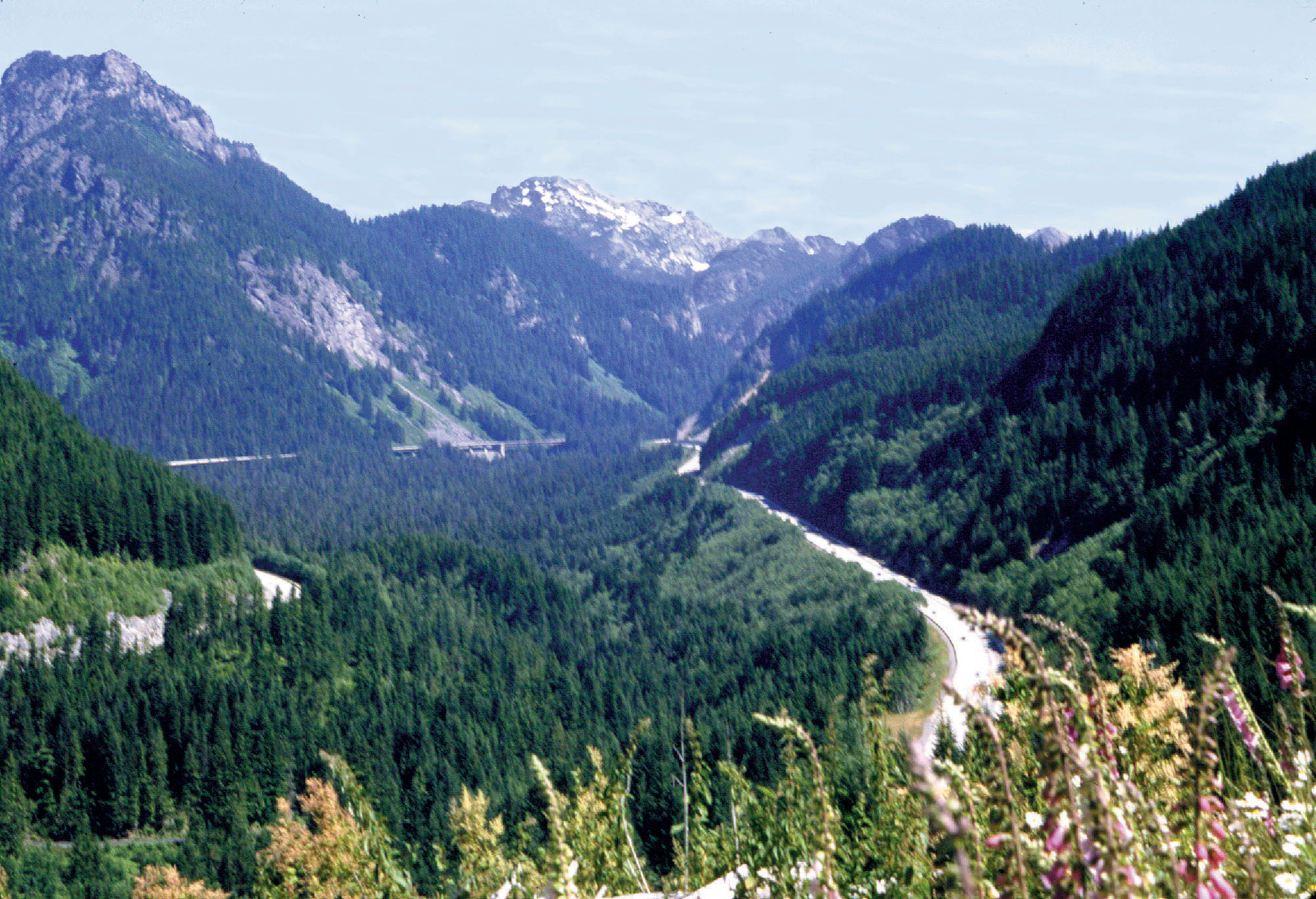
Pohled na průsmyk

Snoqualmijský průsmyk je horský průsmyk, který používá mezistátní dálnice Interstate 90 k překročení Kaskádového pohoří. Jeho vrchol má nadmořskou výšku 921 metrů a leží na hranici okresů King a Kittitas v americkém státě Washington. Jedná se o největší ze tří cest přes Kaskádové pohoří, které jsou otevřeny po celý rok, kam patří také Stevensův průsmyk na severu a Bílý průsmyk na jihu. Tudy procházející Interstate 90 je hlavní komerční spojkou mezi Seattlem a místy východně od pohoří a denně tudy projede průměrně 27 087 vozidel.
Po průsmyku je pojmenovaná obec, která v něm leží, Snoqualmie Pass. Jak obec, tak průsmyk nesou své jméno po Indiánském kmeni Snoqualmieů, kteří původně obývali Snoqualmijské údolí západně od průsmyku.

## Rekreace
Území okolo průsmyku je poseto četnými horskými chatami, které sezónně obývají obyvatelé metropolitní oblasti Seattle. Obec má asi 150 permanentních rezidentů. Nejvíce se zde provozují zimní sporty, ale venkovní rekreace je zde provozovatelná po celý rok.
Transkontinentální turistická stezka Pacific Crest Trail prochází průsmykem, který poskytuje i ostatní turistické stezky, které mohou být v létě použity k pěší turistice a šplhání, v zimě k běhu na lyžích a chůzi ve sněžnicích.
V průsmyku se nachází také The Summit at Snoqualmie, skupina lyžařských středisek, kterou provozuje společnost Boyne USA Resorts. Skládá se ze čtyř středisek, kterými jsou Alpental, Summit West, Summit Central a Summit East. Jedná se o nejbližší lyžařská střediska k Seattlu, takže o víkendech jsou často přeplněná.
V zimě jsou východně od průsmyku obzvlášť populární sněžné skútry. V létě oblaka křižují paraglidingoví a hang glideroví nadšenci, kteří přistávají u jezera Keechelus.

## Historie
Snoqualmijský průsmyk dobře znali místní původní obyvatelé. Společnost Hudsonova zálivu sem vysílala na začátku předminulého století trapery a obchodníky, kteří věděli o průsmyku, ale informace o jeho využití jsou nejasné. Dost možná ho jako jeden z prvních bělochů využil A. C. Anderson, který vedl svůj dobytek přes pohoří v roce 1841 skrz průsmyk, který nazval Sinahomišským.
George B. McClellan a jeho poručík Abiel W. Tinkham prozkoumali okolí průsmyku v letech 1853 a 1854. Jejich cílem bylo najít průsmyk, který by byl pro železnici vhodnější než Nacheský průsmyk, kde pohoří překračovala Nacheská stezka. Začali na východě a dostali se až k Yakimskému průsmyku. Tinkham pak pokračoval po západní straně po proudu řeky Cedar. McClellan se kvůli nepříznivým zprávám od Indiánů rozhodl průsmyk samotný neprozkoumat.
V roce 1856 major J. H. H. Van Bokkelen z dobrovolnické milice teritoria Washington prošel průsmykem na průzkumné misi. V roce 1858 se skrz průsmyk vydalo několik koní s nákladem, kteří mířil do dolů na východní straně hor. V roce 1865 několik obyvatel Seattlu, včetně Arthura A. Dennyho prozkoumalo řeku Cedar, Snoqualmijský průsmyk a Nacheský průsmyk. Poté ohlásili, že Snoqualmijský průsmyk je lepší cestou přes pohoří než stará Indiánská cesta přes Yakimský průsmyk. V roce 1867 tak byla přes průsmyk postavena placená cesta. Sice ji mohly používat i vozy, ale dlouhá léta je využívaly pouze koně s náklady a honáci dobytka.
Železnice Chicago, Milwaukee and St. Paul Railway dokončila trať skrz průsmyk v roce 1909. Ve stejném roce byla postavena i vylepšená cesta pro vozy. Dálnice zde byla otevřena roku 1915.
V roce 1927 dostala dálnice oficiální označení U.S. Route 10 a v roce 1931 byla poprvé na zimu ošetřena pluhem a otevřena. V roce 1933 byl na průsmyku vyznačen první lyžařský svah a v roce 1934 byla dálnice konečně zpevněna.
V roce 1969 byla v průsmyku vybudována mezistátní dálnice Interstate 90 a v roce 1980 byla založena společnost Mountains to Sound Greenway Trust, jejímž cílem je chránit malebnost dálničního koridoru v okolí průsmyku.